# Ryan Griffiths (guitariste)
Pour les articles homonymes, voir Ryan Griffiths et Griffiths.
Ryan Griffiths, né le 14 février 1978 à Sydney, est un musicien, principalement connu comme étant le guitariste du groupe The Vines depuis 2002. 
Ryan et Craig Nicholls, qui ont fondés le groupe, réalisent lors d'une tournée pour la promotion de leur premier album, Highly Evolved (juillet 2002), qu'ils avaient besoin d'un guitariste supplémentaire. Nicholls demande donc à son ami de longue date et camarade de classe Griffiths de se joindre. En tant que membre de The Vines, il est apparu sur quatre de leurs albums studio, Winning Days (mars 2004), Vision Valley (avril 2006), Melodia (juillet 2008) et Future Primitive (juin 2011). Au cours de sa carrière dans le groupe, Griffiths a performé sur différentes guitares (acoustique, rythmique ou solo), claviers, percussions et chœurs avant de partir, avec leur batteur, Hamish Rosser, en décembre 2011. Ryan compte faire un projet solo dans les prochaines années.